# منتخب شيتلاند لكرة القدم
منتخب شيتلاند لكرة القدم هو منتخب غير عضو في الفيفا واليويفا تمثل جزر شتلاند في إسكتلندا وهو غير قادر على اللعب في كأس العالم وبطولة أوروبا، إلا أنه ينافس في ألعاب الجزر وفاز بها في سنة 2005. وهو يتنافس مع فريق جزيرة أوركني المجاورة.